# Rhopalophthalmus tartessicus
Rhopalophthalmus tartessicus is een aasgarnalensoort uit de familie van de Mysidae. De wetenschappelijke naam van de soort is voor het eerst geldig gepubliceerd in 2008 door Vilas-Fernandez, Drake & Sorbe.